# 忙漢
忙漢（13世纪—1311年），元朝将领，克烈部土别燕氏（拓跋氏）人，按扎儿的儿子。
元世祖至元十五年（1278年）为管军千户。至元二十四年（1287年），从征乃颜。至元二十六年（1289年），从征海都。至元二十七年（1290年），为蒙古侍卫亲军千户，佩金符。元成宗元贞元年（1295年），领探马赤军，和哈伯元帅随从宗王出伯西征，改授昭信校尉、右都威卫千户。大德元年（1297年），奉召返回。元武宗至大四年（1311年）卒。子乃蛮袭位。其弟拙赤哥，拙赤哥子阔阔术。

## 延伸阅读
[在维基数据编辑]
 《元史/卷122》，出自宋濂《元史》
 《新元史/卷130》，出自柯劭忞《新元史》